# Kulsø Spejdercenter
Kulsø Spejdercenter er et spejdercenter under Det Danske Spejderkorps beliggende ved Kulsø, der gennemløbes af Skjern Å, ca. 3 km nord for Vesterlund. Medhjælperne på centret kaldes Nagler. Centret har, på forskellige tidspunkter året rundt, lejre for spejdere i alle aldre.